# Homo erectus lantianensis
Лантянська людина (спрощ.: 蓝田人; кит. трад.: 藍田人; піньїнь: Lántián rén), раніше Sinanthropus lantianensis (нині Homo erectus lantianensis) — підвид Homo erectus. Його відкрито в 1963 році, вперше описано Дж. K. Ву наступного року.
Залишки лантянської людини були знайдені в окрузі Лантянь, в західнокитайській провінції Шеньсі, приблизно за 50 км на південний схід від міста Сіань. Незабаром після відкриття нижньої щелепи першої лантянської людини в Ченьджіаво, також в окрузі Лантянь, черепа з носовими кістками і трьома зубами у верхній щелепі, було знайдено ще один зразок лантянської людини у Гонвенліні (Gongwangling), на іншому місцезнаходженні в окрузі Лантянь. Об'єм черепа оцінюється в 780 кубічних сантиметрів, що близько до показників його сучасника яванського пітекантропа. Лантянська людина старша, ніж добре відома пекінська людина (Homo erectus pekinensis).
Вважається, що ці скам'янілості належать двом жінкам, котрі жили приблизно 530 тис. — 1 млн років тому, а друга — старша, приблизно на 400 тис. років раніше. Гонвенлінська людина є найстарішою викопною прямоходячою людиною серед коли-небудь знайдених у Північній Азії. Вчені класифікують лантянську людину як підвид Homo erectus. Скам'янілості виставлені в Музей історії Шеньсі, м. Сіань, Китай. У тому ж пласті, що і лантянська людина, знайшли скам'янілості тварин і кам'яні артефакти, такі як оброблені гальки і пластини. Наявність цих артефактів і попелу свідчить, що лантянська людина вже використовувала знаряддя і користувалася вогнем.